# Moinhos da Gândara
Moinhos da Gândara ist eine Gemeinde (Freguesia) in Portugal und gehört zum Kreis (Concelho) von Figueira da Foz.

## Geografie
Nordöstlich im Kreis von Figueira da Foz gelegen, 14 km von der Stadt Figueira entfernt, ist die Landschaft der Gemeinde von flachem Grasland und Äckern gekennzeichnet, unterbrochen durch wenige Hügel und einen Wald von heimischen Kiefernarten (Pinheiros).

## Geschichte
Über die Ursprünge der heutigen Besiedlung gibt es ungenügende Belege. Dokumentiert ist es als Teil der Ländereien der Herren der Quinta da Foja in der angrenzenden Gemeinde Santana, die zu einem Orden des Klosters Santa Cruz aus Coimbra gehörten und die Güter seit 1185 bewirtschafteten. Spätestens seit Anfang des 19. Jahrhunderts sind die namensgebenden, hier betriebenen, etwa 80 Wasser- und Windmühlen belegt (port.: Moinhos, deutsch: Mühlen). Die weite, flache Landschaft begünstigte stärkere Winde zum Betrieb der Windmühlen, und die verschiedenen, durch das Gemeindegebiet fließenden Zuläufe des Mondego ermöglichten den Betrieb von Wassermühlen.
Erst 1997 entstand die eigenständige Gemeinde Moinhos da Gândara, durch Abtrennung aus dem Gebiet der Gemeinde Alhadas.

## Kultur, Sport und Sehenswürdigkeiten
Im Ort Quinta dos Vigários führt die Gemeinde ein Freibad, die Piscína. Mit dem Parque da Tapada in Casal dos Chouriços bietet sie einen kleinen Freizeit- und Erholungspark, und im Ort Ribas unterhält sie zudem eine Sporthalle und eine Mehrzweckhalle.
In der zweiten Augusthälfte feiert die Gemeinde alljährlich in Ribas das Fest der Gemeindepatronin Nossa Senhora da Saúde (dt.: Unsere Liebe Frau der Gesundheit), einer in Portugal verbreiteten Namensvariante der Marien-Verehrung. Am 19. eines jeden Monats findet dort zudem der Markt der Gemeinde statt, wo auch Produkte und Gastronomie lokaler Traditionen angeboten werden. Auch Mittelaltermärkte werden in unregelmäßigen Abständen hier veranstaltet.
Verschiedene Natur-Lehrpfade und Wanderwege sind entlang der alten Wind- und Wassermühlen angelegt, die teilweise mit Führung begangen werden können. Unter den zu besichtigenden Mühlen ist der Moinho do Rodrigues in Quinta dos Vigários dabei die einzige bis heute aktive Mühle.
Verschiedene Vereine sorgen zudem für das kulturelle und sportliche Leben in der Gemeinde, so die Associação Cultural Recreativa e Desportiva da Gândara (dt. etwa: Kultur-, Freizeit- und Sportverein von Gândara), mit ihren Aktivitäten besonders in den Bereichen Sport und Volkstanz (Rancho Folclórico), der Associação Cívica de Defesa dos Moinhos e do Ambiente (dt. etwa: Verein zum Erhalt der Mühlen und der Umwelt), der Brieftauben-Verein Schnelle Flügel (orig.: Grupo Columbófilo „Asas Rápidas“), und verschiedene Jugend-Musikgruppen.

## Verwaltung
Moinhos da Gândara ist eine Gemeinde (Freguesia) im Kreis (Concelho) von Figueira da Foz, im Distrikt Coimbra. Am 19. April 2021 hatte die Gemeinde 1098 Einwohner auf einer Fläche von 10,7 km².
Die folgenden Ortschaften liegen in der Gemeinde Moinhos da Gândara:
- Arneiro de Sazes
- Azenha da Amieira
- Casal das Oliveiras
- Casal dos Chouriços
- Cunhas
- Gestinha
- Lafrana de Baixo
- Lafrana de Cima
- Quinta dos Vigários
- Ribas

## Wirtschaft
Nachdem die Landwirtschaft hier traditionell die bedeutendste wirtschaftliche Tätigkeit war, wird sie heute nur im Nebenerwerb betrieben, während die Einwohner der Gemeinde vor allem in der Verwaltung, den Papierfabriken, im Baugewerbe, und in der Forst- und Holzwirtschaft in Figueira da Foz und den umliegenden Gemeinden tätig sind. Zunehmend werden historische Gebäude restauriert und umgebaut zu Zwecken des ländlichen Tourismus, etwa einige frühere Mühlen.